# Baisopsychops lambkini
Baisopsychops lambkini là một loài côn trùng trong họ Psychopsidae thuộc bộ Neuroptera. Loài này được Makarkin miêu tả năm 1997.